# Polymixis plumbea
Polymixis plumbea là một loài bướm đêm trong họ Noctuidae.